# Ropica piperata
Ropica piperata är en skalbaggsart som beskrevs av Francis Polkinghorne Pascoe 1858. Ropica piperata ingår i släktet Ropica och familjen långhorningar. Inga underarter finns listade i Catalogue of Life.